# Валя-Аней
Валя-Аней (рум. Valea Anei) — село у повіті Прахова в Румунії. Входить до складу комуни Старкіожд.
Село розташоване на відстані 97 км на північ від Бухареста, 43 км на північ від Плоєшті, 143 км на захід від Галаца, 59 км на південний схід від Брашова.

## Населення
За даними перепису населення 2002 року у селі проживали 693 особи, усі — румуни. Усі жителі села рідною мовою назвали румунську.